# Nagara (Kibin)
Nagara is een bestuurslaag in het regentschap Serang van de provincie Banten, Indonesië. Nagara telt 3687 inwoners (volkstelling 2010).